# Bemowo
Bemowo je jedním z 18 městských obvodů polského hlavního města Varšavy. Své jméno dostal na počest generála Józefa Bema. Nachází se na levém břehu řeky Visly. Rozloha obvodu je 24,95 km² a v roce 2014 měl 118 057 obyvatel.

## Části městského obvodu
- Lotnisko
- Fort Radiowo
- Boernerowo
- Bemowo Lotnisko
- Fort Bema
- Groty
- Górce
- Chrzanów
- Jelonki Północne
- Jelonki Południowe